# Blessing Liman
Blessing Liman (sinh ngày 13 tháng 3 năm 1984), là một quân nhân Nigeria của Không quân Nigeria nổi tiếng là nữ phi công quân sự đầu tiên của Nigeria.

## Đời sống
Liman là hậu duệ của khu vực chính quyền địa phương Zangon Kataf thuộc bang Kaduna, miền bắc Nigeria. Là một cựu sinh viên của Trường Cao đẳng Công nghệ Hàng không Nigeria, cô gia nhập Không quân Nigeria vào tháng 7 năm 2011 và được đưa vào hoạt động vào ngày 9 tháng 12 năm 2011  Vào ngày 27 tháng 4 năm 2012, cô đã làm nên lịch sử khi trở thành nữ phi công chiến đấu đầu tiên của Nigeria sau buổi lễ trang trí huy hiệu của ba mươi sĩ quan bay của Tham mưu trưởng Không quân Mohammed Dikko Umar.